# 幽靈媽媽搜查線
《幽靈媽媽搜查線》（日語：ゴーストママ捜査線），是日本漫畫家佐藤智一的漫畫，2000年於《Big Comic Original》開始連載，台灣中文版由東立出版社代理，單行本全3卷已發售。

## 主要角色

### 原平家
原平蜻蜓
7歲。愛哭鬼男孩子。壽第一小學1年級。蝶子死後有了近視，因為那個契機透過蝶子的眼鏡可以看見幽靈。
原平蝶子
蜻蜓的母親。
原平蟬彥
蜻蜓與蜜子的父親。蝶子的丈夫。
原平蜜子
蜻蜓的姊姊。壽第三中學二年級。
小八
原平家飼養的小獵犬。

### 景灣警察署
桑形
景灣警察署景灣派出所執勤的警察。

### 景灣公立壽第一小學
三葉
蜻蜓班上的級任老師。
向手
蜻蜓學校的體育老師。
校長
從小時候就住在景灣市，對鎮上非常熟悉。

### 其他角色
小金
作靈感占卜的老奶奶。
鈴木
蝶子的幽靈夥伴的情報員。
謙本桐三郎
蜻蜓所住的景灣市的市長。

## 單行本
《幽靈媽媽搜查線》全3卷
| 卷數 | 小學館         | 小學館             | 東立出版社    | 東立出版社             |
| 卷數 | 初版發售日期   | ISBN               | 初版發售日期  | ISBN                   |
| ---- | -------------- | ------------------ | ------------- | ---------------------- |
| 1    | 2002年6月29日  | ISBN 4-09-186501-1 | 2004年9月27日 | ISBN 978-986-11-2889-1 |
| 2    | 2004年4月30日  | ISBN 4-09-186502-X | 2004年9月27日 | ISBN 978-986-11-2890-5 |
| 3    | 2005年12月26日 | ISBN 4-09-186503-8 | 2006年4月17日 | ISBN 978-986-11-7969-0 |

《幽靈媽媽搜查線 新裝版》全6卷
| 卷數  | 初版發售日    | ISBN                   |
| ----- | ------------- | ---------------------- |
| 第1卷 | 2012年5月30日 | ISBN 978-4-09-184559-7 |
| 第2卷 | 2012年5月30日 | ISBN 978-4-09-184560-3 |
| 第3卷 | 2012年6月29日 | ISBN 978-4-09-184568-9 |
| 第4卷 | 2012年7月30日 | ISBN 978-4-09-184646-4 |
| 第5卷 | 2012年8月30日 | ISBN 978-4-09-184659-4 |
| 第6卷 | 2012年9月28日 | ISBN 978-4-09-184695-2 |

## 電視劇

### 播映時間
香港無綫劇集台於2013年3月起播出，譯名為「我的幽靈媽媽」。台灣緯來日本台於2013年8月起播出，譯名為「第六感搜查線」。

### 劇情內容
上原蝶子（仲間由紀惠 飾）樂於助人，在生活安全課擔當警察官，和丈夫航平（澤村一樹 飾）、其夫前妻所生的女兒葵（志田未來 飾）、還有她的兒子蜻蜓（君野夢真 飾）過著幸福生活。可惜，某天她當值時為了拯救一個在火災現場的小女孩，被濃煙嗆死，但因為掛念仍在讀小學一年級的兒子，她不願成佛而變成幽靈，留駐於人世間，其子可以透過她所遺留的眼鏡見到母親──蝶子的幽靈。就這樣，蝶子和蜻蜓開始了他們不可思議的生活...

### 登場人物

#### 上原家
- 上原蝶子（終年32）  - 仲間由紀惠（童年時期：酒井彩音）（粵語配音：梁少霞）

本姓志村。生活安全科的警察，開朗且樂於助人，無法對有困難的人置之不理的性格，想到的話就不計後果的去行動。和深愛著的丈夫航平、女兒葵、兒子蜻蜓過著幸福的生活。某天卻突然因為縱火案殉職，但是因為擔心軟弱的兒子蜻蜓，而變成幽靈留在人間，出現在蜻蜓面前。
- 上原航平（40） - 澤村一樹（粵語配音：陳廷軒）

蝶子的丈夫，在下町商店街經營著上原照相館。個性正經深情，先前曾有一段婚姻，蝶子是他續絃的妻子。
- 上原葵（17） - 志田未來（童年時期：小高實優）（粵語配音：何璐怡）

航平前妻所生的女兒，苦惱於未來和戀愛的高中3年級學生。蝶子過世後，總是壓抑自己的情緒，讓父親相當擔心。
- 上原蜻蜓（6） - 君野夢真（粵語配音：張頌欣）

蝶子的兒子，小學1年級學生，和母親正好相反，說的好聽點是溫和、說的難聽點就是軟弱的性格，連石橋也不敢走的類型。母親過世後，每天都悶悶不樂。某天戴上蝶子留下的眼鏡後，居然看到了蝶子的幽靈。從此之後，和幽靈媽媽蝶子一起經歷各式各樣的事件中，自己也因為這些歷練而有所成長。

#### 警視廳 櫻田警察署
- 三船義光（終年50） - 生瀨勝久（粵語配音：李錦綸）

生活安全科原科長、蝶子的上司。因為嚴謹的性格和正好蝶子相反，因此無法融洽相處，讓他覺得很煩惱。對於蝶子來說也是個麻煩的人物。在帶小狗瑪莉外出晨跑時，因心肌梗塞過世。過世後因掛念3年前離家出走的兒子浩志，化為幽靈出現在人間。完結篇中，在蝶子的幫助之下完成心願，最終回到天堂。
- 高倉大（35） - 塚地武雅（粵語配音：蔡德鈞）

上原家附近派出所的警察。蝶子生前給了他很多關照。個性雖然愚蠢，卻不是讓人討厭的類型。喜歡美波。
- 藤田悟 (46) - Mister-chin（日语：ミスターちん）（三宅康敏）（粵語配音：劉昭文）

生活安全課現任科長。三船科長逝世後，由他接任科長的職務。在三船科長的葬禮上偷笑。

#### 江戶川區立櫻田小學
- 吉永美波（25） - 芹那（粵語配音：柚子蜜）

蜻蜓所在班級1年1班的導師，性格開朗長得也很可愛，在孩子們當中有很高的人氣。
- 鶴田健一（35） - 森山榮治（日语：森山栄治）（粵語配音：劉奕希）

蜻蜓班級1年1班的副導師，體育型並且幹勁十足。喜歡美波。

#### 櫻田東高校
- 長谷川淳也（17） - 真田佑馬（日语：真田佑馬）（粵語配音：李鎮然）

三年級生，小葵的同學，經常逃學的不良學生。似乎很喜歡小葵。
- 小林元二朗（17） - 山本涼介（粵語配音：鍾見麟）

三年級生，小葵的同學，總是和淳也呆在一起。
- 高橋陽樹（17） - 中島廣稀（粵語配音：陳成港）

三年級生，小葵的同學，總是和淳也呆在一起。
- 西野夏美（17） - 葉山織江（日语：葉山織江）（粵語配音：黃淑芬）

三年級生，小葵的同學。
- 原 - 久澤徹（日语：久ヶ沢徹）

#### 各集登場人物
- 佐野武 - 賀來賢人（粵語配音：李致林）（第1集～第2集）

不定時出現在蝶子面前的幽靈。因為還留戀著情人，所以仍然留在人間。透過蝴蝶的協助，向花帆表達自己的心意，並將手帕還給花帆。完成心願後回到天堂。
- 板野守 - 袴田吉彥（日语：袴田吉彦）（粵語配音：麥皓豐）（第1集）

連續縱火犯。對小狗有恐懼感。蝶子就是在他縱火的大樓內，因吸入濃煙而失去性命。
- 小川花帆 - 山下莉緒（粵語配音：羅杏芝）（第2集）

鈴蘭女子大學文學系3年級學生，阿武的初戀情人。雖然看不到已成為幽靈的阿武，也表明了自己的真心話。　
- 佐野真由美 - 藤吉久美子（日语：藤吉久美子）（粵語配音：蔡惠萍）（第2集）

阿武的母親。
- 三船美和子 - 大島智子（日语：大島さと子）（粵語配音：陸惠玲）（第3集、完結篇）

三船的妻子。
- 三船結衣 - 於保佐代子（日语：於保佐代子）（第3集、完結篇）

三船的女兒，浩志的妹妹。
- 廣澤直人 - 蕨野友也（粵語配音：李致林）（第3集）

武田酒店的計時店員。在路上搶人皮包，卻讓淳也被誤以為是嫌犯。
- 長谷川明子 - 栗田陽子（日语：栗田よう子）（粵語配音：黃麗芳）（第3集）

淳也的母親。
- 牧野良太 - 戸塚祥太（日语：戸塚祥太）（A.B.C-Z）（粵語配音：鄧志堅）（第4集）

家庭餐廳「THE FLYING-GARDEN」的計時店員、小葵的曖昧對象。
- 志村省三 - 內藤剛志（日语：内藤剛志）（粵語配音：林国雄）（第5集）

蝶子的父親。栃木警察署楠村駐在所勤務。
- 志村里子 - 朝加真由美（日语：朝加真由美）（粵語配音：蔡惠萍）（第5集）

蝶子的母親。
- 麻衣 - 石井萌萌果（粵語配音：羅杏芝）（第6集）

蝴蝶在半路上遇見的小女生幽靈，她希望蜻蜓能領養自己發現的棄貓「米可」。在蝴蝶與蝶子的幫助下，貓咪由麻衣的父母親領養。完成自己的心願後與蜻蜓告別，最終回到天堂。
- 隆文 - 森岡豐（日语：森岡豊）（粵語配音：劉昭文）（第6集）

麻衣的父親。
- 真知子 - 梅宮萬紗子（日语：梅宮万紗子）（粵語配音：許盈）（第6集）

麻衣的母親。
- 進藤由佳 - 高梨臨（粵語配音：魏惠娥）（第7集）

出現在櫻田小學的幽靈，航平在小學6年1班的導師。在航平畢業典禮後過世，一直希望航平能找出20年前埋在學校地下的時光膠囊。航平想起埋藏膠囊的地圖畫在畢業紀念冊上，於是號召6年1班的同學一起挖出膠囊。完成最後任務的由佳最後回到天堂。
- 北島亮 - 森崎溫（粵語配音：李致林）（第8集）

有陰陽眼的闖空門竊盜犯。跟淳也等人曾是高中同學。知道祖母一直都很擔心自己，下定決心改過自新，最後向警方自首。
- 佐川裕二 - 大口兼悟（日语：大口兼悟）（粵語配音：麥皓豐）（第8集）

阿亮的前輩。與阿亮共同闖入上原照相館偷竊。
- 北島春枝 - 茅島成美（日语：茅島成美）（粵語配音：袁淑珍）（第8集）

鯛魚燒店「北島屋」店主，阿亮的祖母。跟阿亮一樣有陰陽眼。一直相信阿亮會回家。
- 警察官 - 脇知弘（日语：脇知弘）（粵語配音：林保全）（第8集）

高倉的後輩。
- 三船浩志 - 塚本高史（粵語配音：李凱傑）（完結篇）

三船的兒子。
- 三船沙織 - 小野真弓（粵語配音：何寶珊）（完結篇）

浩志的妻子。
- 三船光（完結篇）

浩志與沙織所生的兒子。

### 音樂
- 主題曲：Aqua Timez（花苞）

#### 製作人員
- 原作：佐藤智一（小學館）
- 編劇：梅田美香（第1～4、6～7、9集）、阿相久美子（第3集）、橫田理惠（第5集）、松田裕子（第8集）
- 製作人：加藤正俊、森雅弘、大平太
- 導演：佐藤東彌（第1～2、5、9集）、大谷太郎（第3～4、7集）、西野真貴（第6集）、森雅弘（第8集）
- 配樂：菅野祐悟
- 製作協力：日本電視台 AX-ON
- 製作著作：日本電視台

### 收視率
| 集數                                                | 播出日期   | 日文標題 | 中文標題                                                                                                  | 編劇                | 導演     | 收視率 |
| --------------------------------------------------- | ---------- | -------- | --- | ------------------- | -------- | ------ |
| 1                                                   | 2012/07/07 |          | 我变成幽灵了！！我和妈妈在一起的不可思议100天！                                                           | 梅田美加            | 佐藤東彌 | 15.2%  |
| 2                                                   | 2012/07/14 |          | 咦，我是...！？软弱儿子的寻人大作战                                                                       | 梅田美加            | 佐藤東彌 | 11.0%  |
| 3                                                   | 2012/07/21 |          | 大事不妙啦！！怎麼連課長也變成幽靈了！？                                                                  | 梅田美加 阿相久美子 | 大谷太郎 | 11.0%  |
| 4                                                   | 2012/07/28 |          | 戀愛的季節！！開始調查女兒的約會對象！                                                                    | 梅田美加            | 大谷太郎 | 09.5%  |
| 5                                                   | 2012/08/11 |          | 最后一次回到老家...顽固父亲的眼泪                                                                         | 横田理恵            | 佐藤東弥 | 10.3%  |
| 6                                                   | 2012/08/18 |          | 蜻蜓的初恋！！对象竟是美少女幽灵！？                                                                      | 梅田美加            | 西野真貴 | 09.5%  |
| 7                                                   | 2012/09/01 |          | 有笑有泪的家族故事來到了最终回                                                                            | 梅田美加            | 大谷太郎 | 09.3%  |
| 8                                                   | 2012/09/08 |          | 再過不久我妈妈就要去天国了！！                                                                            | 松田裕子            | 森雅弘   | 09.6%  |
| 9                                                   | 2012/09/15 |          | 再見了，我親愛的家人...離别之日媽媽的最后留言... 今夏笑中帶淚的最佳“家庭生活故事”之感人完结篇即將登場！！ | 梅田美加            | 佐藤東彌 | 11.1%  |
| 平均收視率10.72%（關東地區·Video Research公司調查） |            |          | |                     |          |        |

## 作品的變遷
| 日本電視台 日本電視台週六連續劇                | 日本電視台 日本電視台週六連續劇          | 日本電視台 日本電視台週六連續劇 |
| ---------------------------------------------- | ---------------------------------------- | ------------------------------- |
|                                                | 靈媽媽搜查線 （2012.07.07 - 2012.09.15） |                                 |
| 三毛貓福爾摩斯系列 （2012.04.14 - 2012.06.23） | 惡夢小姐 （2012.10.13 - 2012.12.22）     |                                 |

| 香港 無綫劇集台 星期日15:00-17:00及21:00-23:00 4月14日起 14:00-16:00及21:00-23:00 | 香港 無綫劇集台 星期日15:00-17:00及21:00-23:00 4月14日起 14:00-16:00及21:00-23:00 | 香港 無綫劇集台 星期日15:00-17:00及21:00-23:00 4月14日起 14:00-16:00及21:00-23:00 |
| --------------------------------------------------------------------------------- | --------------------------------------------------------------------------------- | --------------------------------------------------------------------------------- |
|                                                                                   | （2013.03.24 - 2013.04.28）                                                       |                                                                                   |
| （2013.02.17 - 2013.03.24）                                                       | （2013.05.05 - 2013.06.02）                                                       |                                                                                   |
| 香港 高清翡翠台 星期日 09:00-11:00                                                |                                                                                   |                                                                                   |
| 最強名醫 （2014.07.06 - 2014.07.27）                                              | （2014.08.03 - 2014.08.31）                                                       | （2014.09.14 - 2014.10.12）                                                       |

| 緯來日本台 星期一至五 20:00-22:00 （8-9點一天重撥前一次的集數，9-10點一天一次撥最新一集，8月9日起，8-10點一天一次撥最新兩集） | 緯來日本台 星期一至五 20:00-22:00 （8-9點一天重撥前一次的集數，9-10點一天一次撥最新一集，8月9日起，8-10點一天一次撥最新兩集） | 緯來日本台 星期一至五 20:00-22:00 （8-9點一天重撥前一次的集數，9-10點一天一次撥最新一集，8月9日起，8-10點一天一次撥最新兩集） |
| --- | --- | --- |
| | （2013.08.07 - 2013.08.14）                                                                                                   | |
| （2013.07.29 - 2013.08.05） （2013.08.06 - 2013.）                                                                            | （2013.08.15 - 2013.08.21）                                                                                                   | |

## 外部連結
- （日語）日本電視台官方網站
- （繁體中文）緯來日本台官方網站 （页面存档备份，存于）